# Benzophénone
La benzophénone est une cétone bicyclique de formule brute C13H10O. Ce composé est utilisé dans les encres et les vernis UV d'imprimerie, comme intermédiaire pour la synthèse de composés pharmaceutiques et agrochimiques et dans l'industrie des parfums. Il est mutagène,  perturbateur endocrinien et classé "peut-être cancérogène pour l'homme (Groupe 2B)", par le Centre international de Recherche sur le Cancer (CIRC/Iarc) de l'OMS selon qui il existe des preuves suffisantes chez les animaux de laboratoire du risque de cancers dus à la benzophénone, et peut se former naturellement par vieillissement/oxydation d'autres composés utilisés dans des crèmes solaires et/ou crèmes de beauté. 

## Utilisation
Ce composé est utilisé comme photo-amorceur UV pour la polymérisation des encres.
En chimie, elle sert à assécher, désoxygéner en association avec le sodium des solvants aprotiques avant distillation pour synthèse. Elle forme avec le sodium, un radical (C6H5)2C∙-O− qui réagit avec l'eau et l'oxygène et aussi avec les peroxydes d'éther en les éliminant. Ce radical est d'une couleur violet foncé qui quand elle est observée, garantit que tous les peroxydes, eau et O2 ont été éliminés.
Ce composé est également utilisé comme  additif dans les cigarettes .

## Production et synthèse
La principale voie de synthèse est l'oxydation en présence d'air du diphénylméthane à l'aide de catalyseur métallique tel le naphténate de cuivre. D'autres voies utilisent le benzène et le chlorure de benzoyle via une acylation de Friedel-Crafts ou encore le benzène et le phosgène.
Il peut aussi, selon une étude récente (2021) publiée dans la revue de la Société américaine de chimie, Chemical Research in Toxicology se former spontanément, et alors de manière indésirable, par vieillissement/oxydation de l'octocrylène, un composé courant de crèmes solaires de shampoing et de crèmes de beauté anti-âge.

## Dangers pour la santé
La benzophénone est un produit mutagène, cancérigène (cancers du foie et lymphomes dans le modèle animal), source de problèmes dermatologiques et perturbateur endocrinien. 
Elle est interdite dans la nourriture aux États-Unis.
L'octocrylène, sa molécule mère est en outre accusé (à partir des crèmes solaires) de contribuer à la mortalité des coraux et d'être néfaste pour la vie marine, ce pourquoi "Certains fabricants l'ont retiré de leurs crèmes solaires pour des raisons environnementales" et ce pourquoi certaines juridictions marines ont interdit son utilisation sur leur territoire note Philippe Lebaron du Laboratoire de biodiversité et biotechnologie microbienne de l'Observatoire de Banyuls-sur-Mer (Sorbonne Université/CNRS, France).